# Rhyncholacis oligandra
Rhyncholacis oligandra là một loài thực vật có hoa trong họ Podostemaceae. Loài này được Wedd. miêu tả khoa học đầu tiên năm 1873.